# Station Naintré-les-Barres
Station Naintré-les-Barres is een spoorwegstation in de Franse gemeente Naintré.